# 罗斯汀·格里菲斯
罗斯汀·格里菲斯（Rostyn Griffiths，1988年3月10日—）是一名出生于英格兰的澳大利亚足球运动员，现效力于澳職球队墨爾本城，司职防守中场。

## 俱乐部生涯
格里菲斯曾在澳大利亚西部足球超级联赛ECU乔达路普接受专业足球训练，2003年前往英格兰加盟英格兰足球超级联赛球队布莱克本青训学院。2006/07赛季，他被布莱克本列入一队球员名单，但没有在正式比赛中为球队出场。2008年1月，格里菲斯和布莱克本续约一年，并被租借到苏格兰足球超级联赛球队格雷纳。他在2月9日格雷纳客场0比2不敌哈茨的联赛中完成自己职业生涯的首秀。2008年夏季，他又被租借到英格兰足球乙级联赛球队艾宁顿斯坦利半个赛季。格里菲斯的租借合同结束后，布莱克本决定不和他续约，随后格里菲斯回到澳大利亚，并在2009年2月以伤病替换球员的身份签约澳大利亚职业足球联赛球队阿德莱德联，这份合同的期限仅为四个星期，在合同结束后有延长到2年的条款。
2009年7月，格里菲斯转投另一支澳职联赛球队北昆士兰狂暴，一个赛季后又加盟中部海岸水手，帮助球队获得2010/11赛季联赛亚军，时隔两年后重返亚冠联赛。
2012年2月29日，中部海岸水手宣布格里菲斯转会加盟中国足球超级联赛升班马广州富力，转会金额未透露。他在中国联赛的注册名为罗伊斯顿。

## 国家队生涯
格里菲斯在为布莱克本效力期间曾经为澳大利亚U-17国家足球队出战。